# Sedum celatum
Sedum celatum är en fetbladsväxtart som beskrevs av Fröderstr.. Sedum celatum ingår i Fetknoppssläktet som ingår i familjen fetbladsväxter. Utöver nominatformen finns också underarten S. c. calcaratum.